# عنكبوت الناسك البني

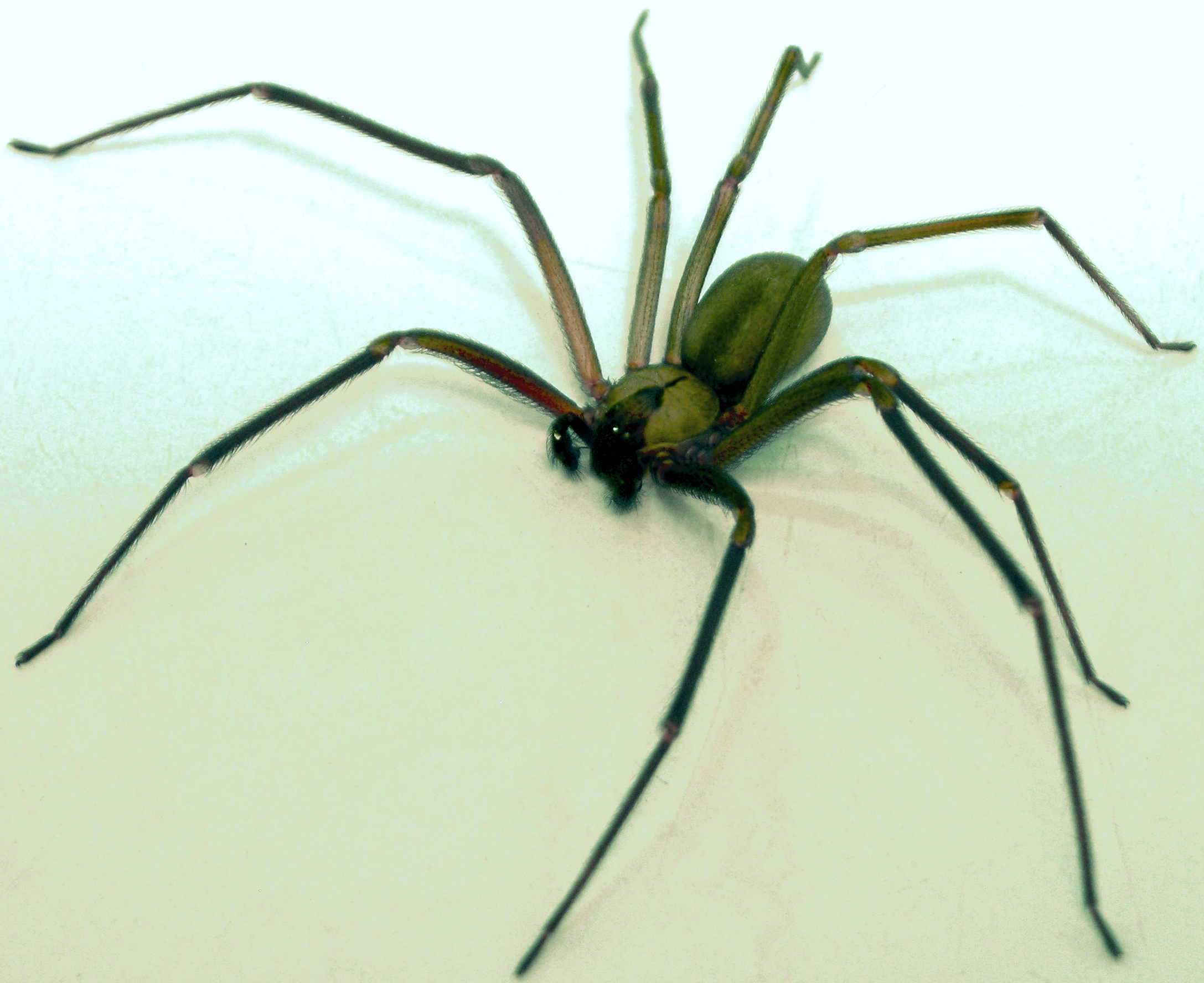
عنكبوت الناسك البني

عنكبوت الناسك البني (بالإنجليزية: brown recluse spider أو violin spider) (باللاتينية: Loxosceles reclusa) يفضل المناطق الدافئة الجافة مثل الأبنية المهجورة وأكوام الخشب والمخازن وهي ليلية النشاط عموماً.
وهناك دراسة لـ 460 وفاة في الولايات المتحدة من عضات سامة عزيت 63 وفاة أي 14% منها لعضات العنكبوت الناسك البني. قد تتسبب لسعته في تخثر منتشر داخل الأوعية أو فشل عضوي أو حتى في الوفاة. معظم الوفيات تكون في الأطفال ما دون سن السابعة